# Chlosyne quehtala
Chlosyne quehtala är en fjärilsart som beskrevs av Tryon Reakirt 1866. Chlosyne quehtala ingår i släktet Chlosyne och familjen praktfjärilar. Inga underarter finns listade i Catalogue of Life.